# William Buck Bagby
William Buck Bagby (Texas, 5 de novembro de 1855 - Porto Alegre, 5 de setembro de 1939) foi um missionário batista norte-americano.

## Introdução
Fundou a Terceira Igreja Batista Brasileira em Salvador, na Bahia, juntamente com o casal Zacharias Clay Taylor e Kate Stevens Crawford Taylor, e o ex-padre Antônio Teixeira de Albuquerque.
Participou da fundação da Convenção Batista Brasileira em 22 de junho de 1907 em Salvador, na Bahia.
Faleceu aos 83 anos de idade, sendo sepultado em Porto Alegre. Sua esposa Anne Luther Bagby mudou-se para o Recife (onde morava sua filha Helen), onde faleceu com 83 anos, em 24 de dezembro de 1942.

## Biografia
William Buck Bagby foi missionário cristão pioneiro na implantação das missões batistas no Brasil e um dos principais colaboradores na luta pela liberdade religiosa em nosso país.
Filho de James e Mary Franklin, nasceu no Texas (USA) em 5 de novembro de 1855. Aos oito anos mudou-se juntamente com sua família para Waco.  Aceitou a Cristo como seu Senhor e Salvador aos 12 anos de idade. Graduou-se em Teologia em 1875 na Universidade de Baylor, com 20 anos de idade.
Foi consagrado ao ministério pastoral em 16 de março de 1879 e casou-se com Ana (Anne) Luther, filha de John Luther, presidente da Baylor University, em 21 de outubro de 1880.  O casal chegou ao Brasil em 2 de março de 1881.
Muitos fatores influenciaram a vinda dos Bagbys para o Brasil, mas foi principalmente a determinação de um chamado missionário e um declarado amor pelo povo brasileiro que convenceram a Junta de Missões Batistas a enviar o casal ao Brasil onde anteriormente já havia sido palco de uma frustrada tentativa com o missionário Thomas Jefferson Bowen.
Bagby desembarcou no Rio de Janeiro em 1880 e rumou ao interior do Estado de São Paulo, onde organizou o primeiro trabalho batista em solo brasileiro na cidade de Santa Bárbara d’Oeste, para atender aos imigrantes americanos que viviam nas cidades próximas e a comunidade como um todo. Depois de aprenderem a língua portuguesa no Seminário Presbiteriano de Campinas uniram-se ao casal Zacary e Kate Taylor e mudaram-se para Salvador, Bahia, onde fundaram em 15 de outubro de 1882 a Primeira Igreja Batista do Brasil.
Em 1884, Bagby implantou a Primeira Igreja Batista do Rio de Janeiro e em 1889 participou da proclamação da República, sendo um dos consultores na elaboração de nossa primeira constituição.
A Proclamação da República e a separação entre Igreja e Estado não só facilitaram, como também promoveram o diálogo inter-religioso e a expansão do trabalho de Bagby no Brasil que aproveitou este período para a implantação de novos trabalhos, construção de escolas e igrejas, treinamento de novos ministros e principalmente engajando-se no auxílio e suporte ao alicerçamento do trabalho batista por todo o Brasil.
Em 1901 Bagby, juntamente com sua esposa Ana, mudou-se para São Paulo onde organizaram várias igrejas, entre elas: a Primeira Igreja Batista de São Paulo, a Primeira Igreja Batista de Santos, a Primeira Igreja Batista do Brás, a Primeira Igreja Batista de Mogi das Cruzes, a Igreja Batista da Liberdade, e a Primeira Igreja Batista da Lapa em 5 de outubro de 1924, além de outras congregações que posteriormente se tornaram igrejas; e o Colégio Batista Brasileiro, marco histórico na cidade de São Paulo.
Depois de um intenso trabalho por mais de três décadas em todo o Brasil e América do Sul, mudou-se para Porto Alegre, no Rio Grande do Sul, onde trabalhou exaustivamente durante a última década de sua vida e morreu em 5 de agosto de 1939 de broncopneumonia.
Os Bagbys tiveram nove filhos, dos quais cinco continuaram a obra missionária iniciada por seus pais desenvolvendo o trabalho cristão e lutando pela liberdade religiosa por toda a América do Sul.

## William Buck Bagby e a Maçonaria
A Igreja em Santa Bárbara era uma Igreja missionária. Foi ela que insistiu e conseguiu que a “Junta de Richmond” nomeasse missionários para o Brasil, estabelecendo-se, então, em Santa Bárbara, a “Missão Batista no Brasil”. O primeiro missionário foi o Pastor Quillin, em 1878, com sustento próprio. Seguiram-se, sustentados pela Junta, sendo todos maçons: William Buck Bagby (1855-1939), em 1880; Zachary Clay Taylor (1851-1919), em 1882; Edwin Herbert Soper (1859-1948), em 1885; Edward Allen Puthuff (1850-1932), em 1885; e outros, sendo que Bagby, Soper e Puthuff foram pastores da Igreja em Santa Bárbara, que tinha, entre seus membros, um expressivo grupo de maçons.

## Igrejas
Foi fundador e primeiro pastor das seguintes igrejas:
- A TECEIRA Igreja Batista Brasileira (Bahia) em 15 de outubro[2] de 1882;
- Primeira Igreja Batista do Rio de Janeiro em 24 de agosto de 1884;
- Primeira Igreja Batista de Campos (Rio de Janeiro) em 1891;
- Primeira Igreja Batista de Niterói (Rio de Janeiro) em 1892;
- Primeira Igreja Batista de Juiz de Fora (Minas Gerais) em 1894;
- Primeira Igreja Batista de Belo Horizonte (Minas Gerais), em 1896;
- Primeira Igreja Batista de Campinas (São Paulo), em 1901;
- Primeira Igreja Batista de Jundiaí (São Paulo), em 1902;
- Primeira Igreja Batista de Santos (São Paulo), em 19 de fevereiro de 1903.
- Primeira Igreja Batista Da Lapa (São Paulo), em Outubro de 1924